# Global Kryner
Global.Kryner — австрийский фолк-секстет, представители Австрии на конкурсе песни Евровидение 2005.

## Состав
- Кристоф Шпёрк (нем. Christof Spörk)
- Себастьян Фухсбергер (нем. Sebastian Fuchsberger)
- Эди Коэлдорфер (нем. Edi Koehldorfer)
- Карл Россманн (нем. Karl Rossmann)
- Антон Заупрюгль (нем. Anton Sauprügl)
- Сабин Штигер (нем. Sabine Stieger)

## Евровидение 2005
Global Kryner выступали на конкурсе песни Евровидение в 2005 как представители Австрии с песней «Y así». В отборочном конкурсе была принята непонятная система отбора, по которой голоса зрителей из всех девяти земель Австрии распределялись странным образом и не отражали полностью результатов голосования. Исключительно благодаря путанице группа обошла своего главного конкурента — Альфа Пойера, занявшего два года тому назад 6-е место в Латвии и предложившего новую песню «Good Old Europe is Dying» — на 4 балла. Голосование вызвало массовую критику, поскольку Пойер набрал 102 тысячи голосов против 60 тысяч у Global Kryner, но этого не хватило ему для победы. Сам Пойер посчитал, что его песню не пустили из-за завуалированных в ней неприязненных высказываний про сам конкурс.
В полуфинале группа открывала концерт своим выступлением, но набрала 30 баллов, финишировала 21-й из 25 и не вышла в финал. После этого случая австрийская телерадиовещательная компания «Österreichischer Rundfunk» решила бойкотировать конкурс в 2006, фактически перефразировав мнение Пойера и назвав конкурс «абсурдным соревнованием, где никого не интересуют австрийские музыкальные традиции» (англ. An absurd competition in which Austrian musical tradition means nothing). После годового перерыва Австрия вернулась на конкурс, но после очередного провала её участника снова отказывалась от участия в конкурсе вплоть до 2011.

## Дискография
- Global Kryner (2004)
- Krynology (2005)
- Weg (2008)